# Santa Cruz Zenzontepec
Santa Cruz Zenzontepec är en kommun i Mexiko.   Den ligger i delstaten Oaxaca, i den sydöstra delen av landet, 400 km sydost om huvudstaden Mexico City.
Följande samhällen finns i Santa Cruz Zenzontepec:
- El Limoncillo
- La Conchita
- Piedra que Menea
- La Aurora
- La Huichicata
- El Cucharal
- La Paz
- Las Pilas
- Cerro Ceniza
- La Soledad
- El Jicaral
- Río Ciruelo
- Las Flores
- Agua Ceniza
- Santa María Siempreviva
- Los Pozuelos
- Llano Verde
- Piedra de Letra
- Templo Viejo
- Llano del Temblor
- El Limonar
- Los Merino
- Cerro Luna
- Cinco Cerros
- Santa Lucía
- San Miguel
- El Zapote